# Galt afmarcheret
Galt afmarcheret er en amerikansk stumfilm fra 1923 af Tom Forman.

## Medvirkende
- Madge Bellamy som Phyllis Thorpe
- Lloyd Hughes som Oliver Wendell Blaine
- Tom Santschi som Kildevil Brenon
- Hardee Kirkland som Gregory Thorpe
- Jane Keckley som Emily
- Hallam Cooley som Emmett Graves
- Sam Allen som Thaddeus Crane
- Myrtle Vane som Charlotte